# Rescue Rover
Rescue Rover — компьютерная игра в жанре головоломки, разработанная компанией id Software и изданная Softdisk в 1991 году. Игра распространялась по модели shareware: первые 10 уровней были доступны бесплатно, а полная версия, содержащая ещё 20 уровней, требовала оплаты. Rescue Rover стала одной из нескольких игр, созданных id Software в рамках контракта с Softdisk, где ранее работали основатели id. Впоследствии было выпущено продолжение игры под названием Rescue Rover 2.

## Сюжет
Роджер и Ровер — два главных персонажа игры. Ровер, пёс, часто оказывается похищенным роботами. Игрок в роли Роджера, хозяина Ровера, должен проникнуть на территорию роботов и вернуть своего питомца, отсюда и название Rescue Rover (с англ. — «Спасти Ровера»).

## Игровой процесс
В начале каждого уровня Роджер поднимается по лестнице, встроенной в пол, а игрок завершает уровень, добравшись до этой лестницы вместе с Ровером. Игровой процесс заключается в многократном спасении Ровера на серии постепенно усложняющихся уровней посредством перемещения объектов по сетке, чтобы проложить путь к собаке и затем вывести её обратно. В игре есть четыре разных типа роботов с различным поведением. Один тип стреляет в Роджера, если тот стоит перед ним, но сам не двигается; другой тип бегает вокруг и стреляет в Роджера при обнаружении; третий тип преследует Роджера, а последний тип бегает вокруг и убивает Роджера при столкновении. Чтобы добраться до Ровера, игроку обычно нужно избегать роботов, ловить их в ловушки или уничтожать. В игровом мире присутствуют различные предметы, которые Роджер может толкать: ящики (которые плавают по воде), зеркальные блоки (которые отражают лазеры под углом), звездные жемчужины и антигравитационные тележки. Другие элементы уровней включают решётчатые полы (непроходимые для роботов), светящиеся полы (непроходимые для Роджера), воду (в том числе движущуюся воду, в которой ящики плывут по течению), лазерные проекторы, телепорты и силовые двери (для открытия которых требуется карта доступа).

## Разработка
Rescue Rover берёт своё начало в отменённом проекте по портированию игры Super Mario Bros. 3, который id Software предлагала Nintendo за шесть месяцев до этого, в 1990 году. Несмотря на то, что Nintendo отклонила предложение, наработки, сделанные в ходе создания этой демоверсии, оказались полезны при разработке последующих проектов студии, таких как Commander Keen и Dangerous Dave in the Haunted Mansion.

## Критика
Дэвид Кушнер в своей книге Masters of Doom назвал Rescue Rover «умной игрой-лабиринтом» и привёл её в качестве примера зарождающейся тенденции в играх id Software: мрачно-юмористического насилия. Трэвис Фас из IGN писал, что, хотя этот проект был менее впечатляющим по сравнению с другими играми id, Rescue Rover имела культовый статус среди игроков, что привело к созданию сиквела. В опросе читателей IGN в 2008 году об их любимых ранних играх id Software за Rescue Rover был отдан один голос.